# Місіна Масумі
Місіна Масумі  (яп. 三科真澄, 12 березня 1982) — японська софтболістка, олімпійська чемпіонка.

## Виступи на Олімпіадах
| Олімпіада  | Дисципліна | Місце  |
| ---------- | ---------- | ------ |
| Афіни 2004 | софтбол    | Бронза |
| Пекін 2008 | софтбол    | Золото |